# Zenon Zaczyński
Zenon Zaczyński (Krosno, 19 novembre 1942 – 6 giugno 2025) è stato un calciatore polacco, di ruolo centrocampista.

## Carriera

### Calciatore
Iniziò la carriera agonistica nell'Odra Opole, militandovi dal 1963 al 1967, con cui ottenne come miglior piazzamento il terzo posto nella I liga 1963-1964. Con la squadra di Opole giocò anche undici incontri nella Coppa Piano Karl Rappan, raggiungendone le semifinali nell'edizione 1963-1964.
Dal 1969 al 1972 fu in forza al Górnik Wałbrzych e poi dal 1973 al 1974 al Trzebinia Siersza.
Nell'estate 1975 si trasferì in California ingaggiato dalla franchigia NASL S.J. Earthquakes. Il campionato 1975 fu fallimentare dal punto di vista dei risultati, visto che gli Earthquakes chiusero il proprio girone al quinto ed ultimo posto, fallendo l'accesso ai play-off per il titolo. Zaczyński trovò perciò scarso impiego venendo impegnato maggiormente nel campionato indoor.
Terminata l'esperienza statunitense tornò al Górnik Wałbrzych, ove chiuse la carriera agonistica nel 1978.

### Allenatore
Come secondo di Horst Panic al Górnik Wałbrzych ottenne la promozione in massima al termine della II liga 1982-1983, chiusa al primo posto.